# هانغ أوفر
هانج أوفر هي أغنية منفردة للمغنى الكورى الجنوبى ساي (مغني) بالإضافة إلى مغني الراب الأمريكي سنوب دوغ. حقق فيديو الأغنية على موقع اليوتيوب أكثر من 129 مليون مشاهدة. وجاءت هذه الأغنية بعد أغنيتي غانغنام ستايل وجنتلمان وكلاهما للمغنى ساى.

## روابط إضافية
- "Hangover" music video على يوتيوب